# Diederik Dam
Ir. Diederik Cornelis Gregorius Dam (Haarlem, 25 september 1966) is een Nederlands architect. 

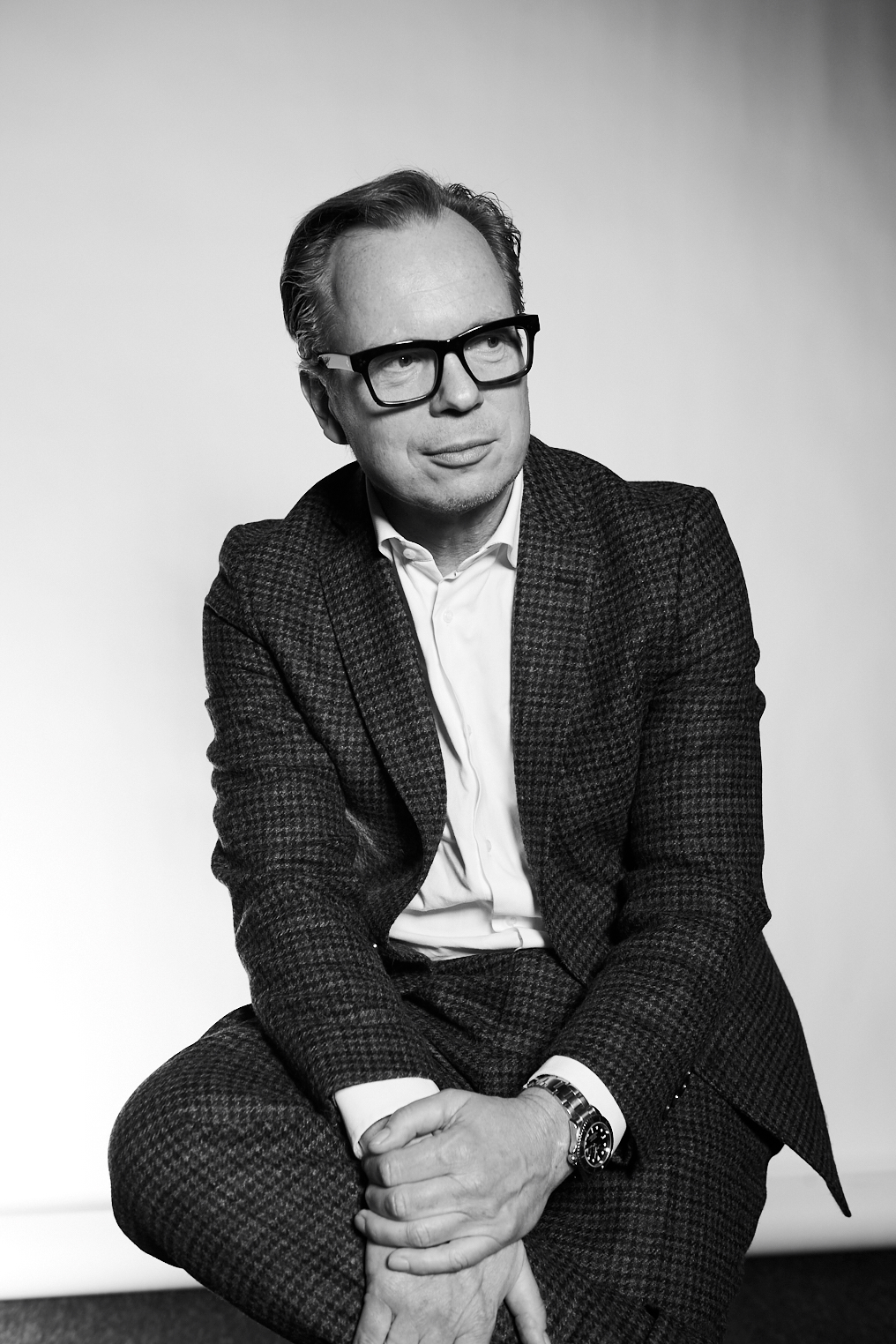
Diederik Dam in 2024

## Leven en Werk
Diederik Dam, derde generatie architect, geeft leiding aan het Amsterdamse bureau Dam & Partners Architecten. Na het afronden van zijn studie aan de Technische Universiteit te Delft in 1993, sloot hij zich aan bij het architectenbureau dat in 1962 werd opgericht door zijn vader prof. Cees Dam.   
Zijn oeuvre omvat onder meer het European Patent Office in samenwerking met Ateliers Jean Nouvel, Eneco Headquarters en de Maastoren. Verder werd onder zijn leiding is in 2022 de Zalmhaventoren in Rotterdam, opgeleverd. Met een hoogte van 215 meter was dit op dat moment de hoogste woontoren van de Benelux. In 2023 werd Studio Boekman, de kleine zaal van het Nationale Opera en Ballet die verbouwd en teruggebracht werd naar zijn oorspronkelijke functie als theaterzaal voor jonge theatermakers, opgeleverd.
Overige projecten waaraan hij als architect leiding gaf zijn de uitbreiding en verbouwing van Theater Agnietenhof in Tiel (2001), woontoren De Coopvaert in Rotterdam (2006), de renovatie, uitbreiding en interieur van het ministerie van Economische Zaken, Landbouw en Innovatie in Den Haag (2012), en het nieuwe hoofdkantoor van EPO in Rijswijk (2018).   
Diederik Dam was gastdocent aan verschillende instituten, waaronder de Technische Universiteit Delft, en maakt deel uit van diverse studiegroepen en geeft regelmatig lezingen. Hij was bestuurslid van het Dutch Urban Land Institute en lid van het bestuur van het genootschap Architectura en Amicitae.Hij is getrouwd en heeft twee kinderen. 

## Selectie van werken
| Plaatsnaam | Gebouw                                                  | Jaar | Omschrijving                                            |
| ---------- | ------------------------------------------------------- | ---- | ------------------------------------------------------- |
| Tiel       | Theater Agnietenhof                                     | 2001 | Theater: Uitbreiding, verbouwing en interieur           |
| Almere     | Stadhuis Almere                                         | 2004 | Stadhuis: Uitbreiding en interieur                      |
| Zutphen    | Theater de Hanzehof                                     | 2006 | Theater: Uitbreiding, verbouwing en interieur           |
| Rotterdam  | De Coopvaert                                            | 2006 | Woontoren                                               |
| Rotterdam  | De Maastoren                                            | 2009 | Kantoren                                                |
| Lelystad   | Rechtbank Lelystad                                      | 2009 | Publieke instantie: uitbreiding en interieur            |
| Rotterdam  | Eneco Headquarters                                      | 2011 | Duurzame kantoorontwikkeling                            |
| Amsterdam  | NRC Headquarters                                        | 2012 | Kantoren: verbouwing en uitbreiding                     |
| Den Haag   | Ministerie van Economische Zaken, Landbouw en Innovatie | 2012 | Publieke instantie: Renovatie, uitbreiding en interieur |
| Amsterdam  | De Steltloper                                           | 2018 | Woontoren                                               |
| Amsterdam  | Foyer: Nationale Opera & Ballet                         | 2018 | Theater: verbouwing en interieur                        |
| Rijswijk   | EPO New Main                                            | 2018 | Kantoren                                                |
| Haarlem    | Houtwachters                                            | 2019 | Kantoren, woon toren en publieke instantie              |
| Amsterdam  | Hourglass                                               | 2020 | Kantoren en hotel                                       |
| Rotterdam  | Zalmhaven                                               | 2022 | Woontoren                                               |
| Rotterdam  | GASSAN Rotterdam                                        | 2023 | Winkel: verbouwing en interieur                         |
| Amsterdam  | Studio Boekman: Nationale Opera & Ballet                | 2023 | Theater: verbouwing en interieur                        |